# Масіде
Масіде (гал. Maside, ісп. Maside) — муніципалітет в Іспанії, у складі автономної спільноти Галісія, у провінції Оренсе. Населення — 3096 осіб (2009).
Муніципалітет розташований на відстані близько 420 км на північний захід від Мадрида, 15 км на північний захід від Оренсе.
Муніципалітет складається з таких паррокій: Амаранте, Армесес, Гарабас, О-Лаго, Лоуредо, Масіде, Піньєйро, Раньєстрес, Санта-Комба-до-Тревоедо.

## Демографія
Динаміка населення (INE ):

## Галерея зображень

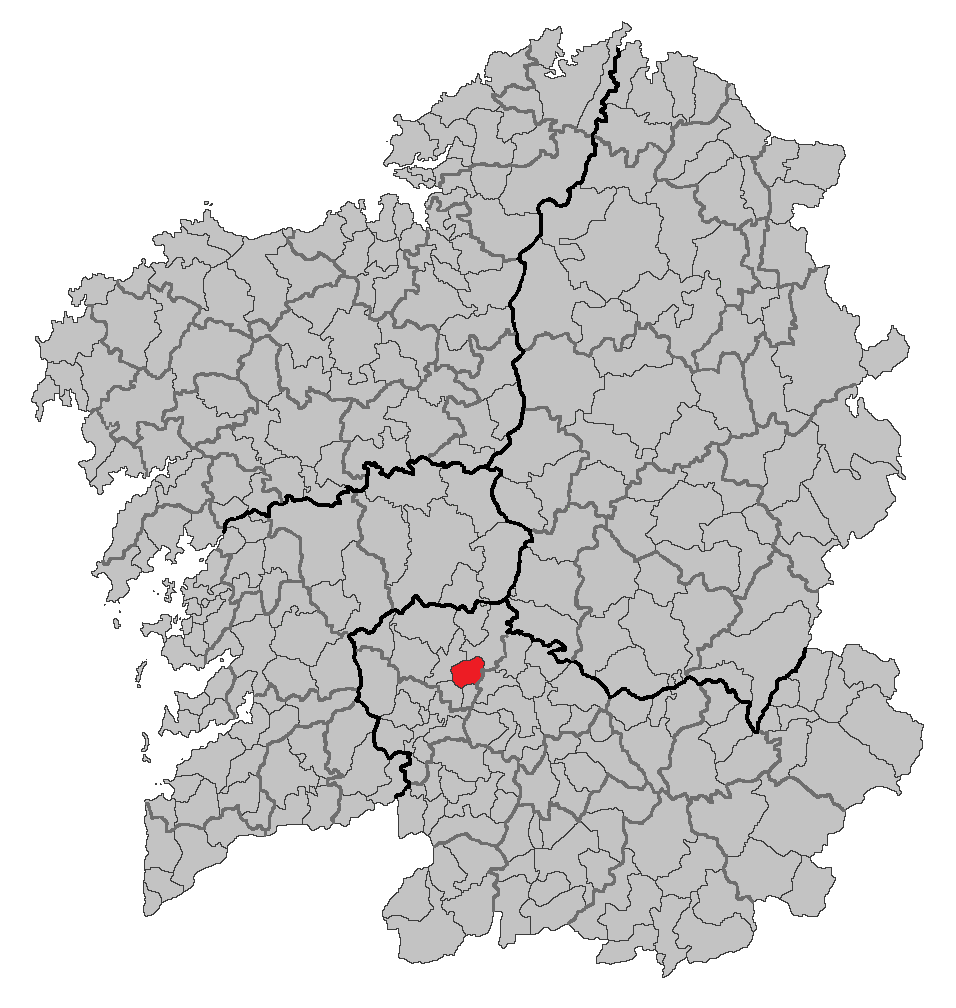
Розташування муніципалітету